# Arachnis aulaea
Arachnis aulaea är en fjärilsart som beskrevs av Charles Andreas Geyer 1837. Arachnis aulaea ingår i släktet Arachnis och familjen björnspinnare. Inga underarter finns listade i Catalogue of Life.